# Zdeněk Kos
Zdeněk Kos (* 23. června 1951 Praha) je bývalý československý basketbalista a trenér. Je zařazen na čestné listině zasloužilých mistrů sportu.
Od 70. let patřil mezi nejvýznamnější české basketbalisty. Čtyřikrát (v letech 1974, 1975, 1977, 1978) byl vyhlášen nejlepším basketbalistou Československa. Jako hráč s reprezentačním týmem byl účastníkem 11 světových a evropských basketbalových soutěží. Zúčastnil se tří Olympijských her 1972 v Mnichově, 1976 v Montrealu (Československo skončilo šesté) a 1980 v Moskvě, když předtím Československo skončilo druhé v kvalifikacích v Holandsku před OH 1972, v Hamiltonu, Kanada před OH 1976 a v Ženevě před OH 1980 a vybojovalo si tak účast na Olympijských hrách. Startoval na třech Mistrovství světa 1974 v Portoriku, 1978 v Manile, Filipíny a 1982 v Cali, Kolumbie.
Zúčastnil se na Mistrovství Evropy juniorů 1970 v Athénách a šesti Mistrovství Evropy mužů - 1971 v Essenu, Německo, 1973 v Barceloně, 1975 v Bělehradě, 1977 v Lutychu, Belgie, 1979 v Turínu, Itálie, 1981 v Praze. S basketbalovou reprezentací Československa získal na Mistrovství Evropy dvě bronzové medaile a dvě čtvrtá místa.
Za reprezentační družstvo Československa v letech 1970-1982 odehrál 345 zápasů (je na 4. místě historické tabulky), z toho na Olympijských hrách, Mistrovství světa a Mistrovství Evropy celkem 120 zápasů, v nichž zaznamenal 1223 bodů. Oceněním jeho basketbalové kvality bylo také to, že byl nominován a hrál dvě utkání za výběr Evropy 3. května 1977 ve Splitu proti Jugoplastika Split (116-108) a 7. června 1981 v Krakově proti Wisle Krakov (121-81).
V 1. československé basketbalové lize  odehrál 13 sezón a získal třikrát titul mistra Československa a to v roce 1970 s týmem VŠ Praha a v letech 1973 a 1975 s týmem Dukla Olomouc, se kterou byl v roce 1978 vicemistrem republiky a má čtyři třetí místa (1972, 1974, 1979, 1980). V historické střelecké tabulce 1. basketbalové ligy Československa (od sezóny 1962/63 do 1992/93) je na 17. místě s počtem 5 673 bodů.
S týmem Dukla Olomouc se zúčastnil 5 ročníků evropských klubových pohárů v basketbale, v sezónách 1973/74 a 1975/76 Poháru evropských mistrů a v sezónách 1970/71, 1974/75 a 1978/79 FIBA Poháru vítězů národních pohárů, v nichž odehrál celkem 18 zápasů.
Sedmkrát v letech 1973-1980 byl zařazen do nejlepší pětice hráčů československé 1. ligy basketbalu. V roce 2001 skončil na 12. místě ankety o nejlepšího českého basketbalistu dvacátého století.
Na konci basketbalové kariéry působil jako hráč a trenér v Rakousku (Klosterneuburg, Oberwart).

## Hráčská kariéra

### Kluby
- 1968-1969 Slovan Orbis Praha • 9. místo
- 1969-1970 VŠ Praha • mistr Československa
- 1970-1981 Dukla Olomouc • 2x mistr (1973, 1975), 1x vicemistr (1978), 4x 3. (1972, 1974, 1979, 1980), 1x 5., 2x 6. a 1x 10. místo
- Československá basketbalová liga celkem 13 sezón (1970-1981) a 5 673 bodů (17. místo)
- úspěchy
  - 4x nejlepší československý basketbalista: 1974, 1975, 1977, 1978
  - 7x v nejlepší pětce sezóny "All stars": 1972/73 až 1974/75 a 19876/77 až 1979/80
  - 3x mistr Československa: 1970, 1973, 1975, 1x vicemistr: 1978, 4x 3. místo: 1972, 1974, 1979, 1980
- . Ve střelecké tabulce československé basketbalové ligy (od sezóny 1962/63 do 1992/93) je na 17. místě s počtem 5673 bodů.

### Československo
Předolympijská kvalifikace (účast celkem 3×)
- 1972 Holandsko (70 bodů, 8 zápasů) 2. místo a postup na OH
- 1976 Hamilton, Kanada (89 bodů, 8 zápasů) 2. místo a postup na OH
- 1980 Ženeva, Švýcarsko (54 bodů, 7 zápasů) 2. místo a postup na OH
- Celkem v olympijských kvalifikacích 213 bodů ve 23 zápasech

Olympijské hry 1972, Mnichov (účast celkem 3×)
- 1972 (64 bodů, 10 zápasů) 8. místo
- 1976 (40 bodů, 6 zápasů) 6. místo
- 1980 (96 bodům 9 zápasů) 9. místo
- Celkem v olympijských hrách 200 bodů ve 25 zápasech

Mistrovství světa (účast celkem 3×)
- 1974 Portoriko (102 bodů, 7 zápasů) 10. místo
- 1978 Manila, Filipíny (106 bodů, 7 zápasů) 9. místo
- 1982 Cali, Kolumbie (88 bodů, 7 zápasů) 10. místo
- Celkem na Mistrovství světa 296 bodů ve 21 zápasech

Mistrovství Evropy juniorů (účast celkem 1×)
- 1970 Athény, Řecko (73 bodů/7 zápasů) 8. místo

Mistrovství Evropy (účast celkem 6×)
- 1971 Essen, Německo (32 bodů, 6 zápasů) 5. místo
- 1973 Barcelona, Španělsko (59 bodů, 7 zápasů) 4. místo
- 1975 Bělehrad, Jugoslávie (71 bodů, 7 zápasů) 6. místo
- 1977 Lutych, Belgie (84 bodů, 7 zápasů) 3. místo
- 1979 Turín, Itálie (101 bodů, 8 zápasů) 4. místo
- 1981 Praha, Československo (94 bodů, 9 zápasů) 3. místo
- Celkem na Mistrovství Evropy 441 bodů ve 44 zápasech

## Trenérská
- Olomouc
- Rakousko